# Яромир Нохавица
Яромир Нохавица (на чешки: Jaromír Nohavica) е чешки фолк музикант, автор на песни, текстописец, композитор. Свири на китара и акордеон (баян). Изпълнява песните си на чешки и полски. Изключително популярен в Чехия и Полша.

## Биография
Яромир Нохавица е роден на 7 юни 1953 г. в моравския град Острава (Чехия). Първата си песен написва едва на осемгодишна възраст. Свири на китара от тринадесетгодишен. Баща му първоначално изразява желание той да се научи да свири на цигулка.
През периода 1978–1981 г. Яромир Нохавица учи задочно в Средното библиотечно училище в град Бърно. По-късно продължава образованието си в Минния университет, но така и не го завършва. Работи на различни места, преди окончателно да се посвети на музиката като свободен артист. Като такъв добива широка популярност с текста на песента „Любов моя, ухаеш на дъжд“ (Lásko, voníš deštěm), написана за певицата Мария Ротрова.  Яромир Нохавица е автор на текстове за редица чешки поп изпълнители, сред които и Вера Шпинарова. Впоследствие започва самостоятелна кариера, като свири както с по-малко известни формации, така и с популярната група „Чехомор“.
Нохавица е считан за най-успешния чешки фолк музикант, способен да изпълва с публика и най-големите концертни зали в страната. През 2004 г. печели няколко престижни музикални награди. Списанието “Рок и поп” определя неговия албум “Странната стогодишнина” (Divné století) за най-добрия чешки музикален албум, издаден след 1989 г. Чешката академия за популярна музика го включва в своята „Зала на славата“.  През 2009 г. той печели наградата „Ангел“ в категорията за най-продаван албум, а през 2010 става певецът на 20-ата годишнина от учредяването на същата награда. Изпълненията му на живо се радват на изключителна популярност. През 2017 г. успява да запълни със свои почитатели закрития стадион „Арена 02“ в Прага.
Нохавица живее и твори в Острава. Живее известно време и в гр. Чешки Тешин. Женен е за Мартина и има две деца – син Якуб и дъщеря Ленка. Любимият му автор е Бохумил Храбал.

## Признание
- На 28 октомври 2017 г. получава медал за заслуги в областта на изкуството, връчен му от чешкия президент Милош Земан.[4]
- През 2017 г. Яромир Нохавица получава наградата „Сребърен стрелец“. Тогава учредители на наградата са чешкият президент Милош Земан и руското посолство в Прага.
- През 2018 г. Яромир Нохавица получава, лично от президента на Русия Владимир Путин, медалът „Пушкин“.[5] Наградата му е връчена за популяризиране на руската култура най-вече чрез успешни интерпретации на песни на Булат Окуджава и Владимир Висоцки. Въпреки огромният обществен натиск, най-вече след инвазията през 2022 г. на Русия в Украйна, той оказва да върне тази награда. Това води до отмяна на редица негови концерти в Полша.[6] Той обаче категорично се противопоставя на войната в Украйна. Изнася два концерта срещу войната на 18 и 19 март 2023 в голямата концертна зала „Люцерн“ в Прага. Там, като знак за помирение, изпълнява песни на чешки, полски, руски и украински.[7] Тогава в песента „Господата горе“ (Pánové nahoře) написата по текст на френския поет Борис Виан той пее:„Ако трябва да има война, отидете, воювайте си сами и си вземете вашите другари …, а мен ме оставете намира. Ако ме намерите, може спокойно да стреляте, не се колебайте, аз няма да нося оръжие“.

## Връзка с Държавна сигурност
След разсекретяването на архивите на чехословашката Държавна сигурност става ясно, че от 1986 г. Яромир Нохавица е фигурирал като агент на службите под кодовото име „Мирек“ — факт, който самият той не отрича. По-късно Нохавица заявява, че не е издал никого и че Държавна сигурност вече е разполагала с имената на всички дисиденти още преди той да стане техен сътрудник. В архивите обаче са открити данни, че Яромир Нохавица все пак е предоставял определена, макар и незначителна по съдържание, информация. През ноември 2007 г. в медиите се появява информация, свързана със сътрудничеството на Яромир Нохавица с чехословашката Държавна сигурност, включително и по отношение на патриарха на чешката фолк музика — Карел Крил. Става дума за среща между Нохавица и Крил, състояла се през 1989 г. във Виена, по време на която Карел Крил му се доверява и дори му предоставя ключ от своя апартамент. Веднага след това Държавна сигурност е подробно информирана за срещата.
Според Ярослав Хутка, който получава достъп до архивите на службите, Нохавица е писал доноси и срещу писателя Павел Кохоут. В отговор на тези разкрития Хутка създава сатиричната песен „Предателят от Тешин“ (’‘Udavač z Těšína’’). където се описват тези случки. В песента си „Аз това си го спомням“ (Já si to pamatuju) Яромир Нохавица се опитва да се оправдае, като твърди, че е станал сътрудник на Държавна сигурност по принуда. Яромир Нохавица отказва да обсъжда с когато и да е било тази страница от своя живот.
Разкритото сътрудничество на Яромир Нохавица с Държавна сигурност сериозно накърнява репутацията му и се посочва като една от причините той да не бъде поканен на големия концерт „В памет на нацията“, организиран по повод 100-годишнината от създаването на Чехословашката република, състоял се на 28 октомври 2018 г. в Прага.

## Дискография

### Студийни записи
- Mikymauzoleum (1993)
- Darmoděj a další (1995)
- Divné století (1996)
- Moje smutné srdce (2000)
- Babylon (2003)
- Virtuálky (2009) – (със свободен достъп Архив на оригинала от 2022-10-06 в Wayback Machine.)
- Virtuálky 2 (2010) – (със свободен достъп Архив на оригинала от 2023-07-13 в Wayback Machine.)
- Virtuálky 3 (2012) – (със свободен достъп Архив на оригинала от 2023-06-06 в Wayback Machine.)
- Tak mě tu máš (2012)
- Poruba (2017)
- Máma mi na krk dala klíč (2020)

### Концертни записи
- Darmoděj (1988) – (LP)
- Osmá barva duhy (1989 – Audiokazeta|MC, 1994 – (CD)
- V tom roce pitomém (1990)
- Tři čuníci (1994)
- Koncert – с Kapelou (1998)
- Pražská pálená (2006) – (със свободен достъп Архив на оригинала от 2020-05-03 в Wayback Machine.)
- Doma CD+DVD (2006)
- Od Jarka pod stromeček (2006) – (със свободен достъп Архив на оригинала от 2007-10-21 в Wayback Machine.)
- Ikarus (2008)
- Z pódia (2008) (албумът със свободен достъп на torrent. Яромир Нохавица дава достъп до този албум на своите почитатели във връзка с настъпващите коледни празници през 2008)
- V Lucerně CD+DVD (2009), издадено и на Blu-ray
- Adventní koncert (2010) – (със свободен достъп Архив на оригинала от 2023-09-25 в Wayback Machine. като torrent)
- Koncerty 1982 a 1984 (2012)
- Půlnoční trolejbus (2012) – (със свободен достъп Архив на оригинала от 2022-08-08 в Wayback Machine. като torrent)
- Jarek Nohavica a přátelé (2014)
- Jarek Nohavica v Gongu (2018)

### Компилации
- 3× Jarek Nohavica – reedice (1998)
- Box 4 CD – преиздадено (2007)
- Platinová kolekce (2009) – преиздадено
- Tenkrát (2013) – компилация във връзка с 60-ата му годищнина
- Kometa (2013) – най-доброто от Яромир Нохавица[15]

### MP3 записи
- PRAŽSKÁ PÁLENÁ (2006) – със свободен достъп

### Опери и мюзикъли
- MALOVANÉ NA SKLE (2000)[16]